# 髙橋聡文
髙橋 聡文（たかはし あきふみ、1983年5月29日 - ）は、福井県大飯郡高浜町出身の元プロ野球選手（投手）、少年野球指導者、YouTuber。左投左打。愛称は「アッキー」。

## 経歴

### プロ入り前
実家は明治38年創業の和菓子屋『大次郎』を営み、父が3代目社長で現在は兄が継いでいる。
その後、富山県の高岡第一高等学校に進学し、2年の時に第72回選抜高等学校野球大会に出場した。1回戦の国士舘戦は、3番右翼手で先発出場したが、小島紳二郎に完封負けを喫した。打撃にも定評があり、中日のスカウトが高校へ髙橋の投球練習を見に行った際に、その時行われていた練習試合で髙橋は登板しなかったが（ケガをしていたとも言われている）、監督が「バッティングも良いものを持ってますから」と急遽、代打で髙橋を出したところ、初球を右翼席へ本塁打を放ち、「投手でダメだったら打者でもいける」と評価された。
2001年のNPBドラフト会議で、投手として中日ドラゴンズから8巡目で指名。契約金3000万円、年俸540万円（金額は推定）という条件で入団した。背番号は67。富山県内の高校出身の選手が指名された事例は、1993年の尾山敦（西武ライオンズからの4位指名を経て入団）以来8年ぶりで、高岡第一高校出身の選手としては、1991年の田畑一也（福岡ダイエーホークスからの10位指名を経て入団）以来10年ぶりだった。当時、中日ドラゴンズのスカウトをしていた中田宗男は、唯一1度も試合を見ずに指名したと語っている。

### 中日時代
チームには同姓の高橋光信が在籍していたため、スコアボードや報道では「高橋聡」と表記されていた。その後、光信が阪神タイガースへ移籍したことにより同姓がいなくなったため、2007年から2011年までの表記は「高橋」となったが、2012年から同姓の高橋周平が入団したため、表記は再び｢高橋聡｣となった。
入団後しばらくは怪我が多く、2002年から2003年まで2年間にわたって一軍登板はなく、二軍（ウエスタン・リーグ）のみの出場にとどまっていた。さらに、高校2年まで野手であったため、打者転向の話もあった。

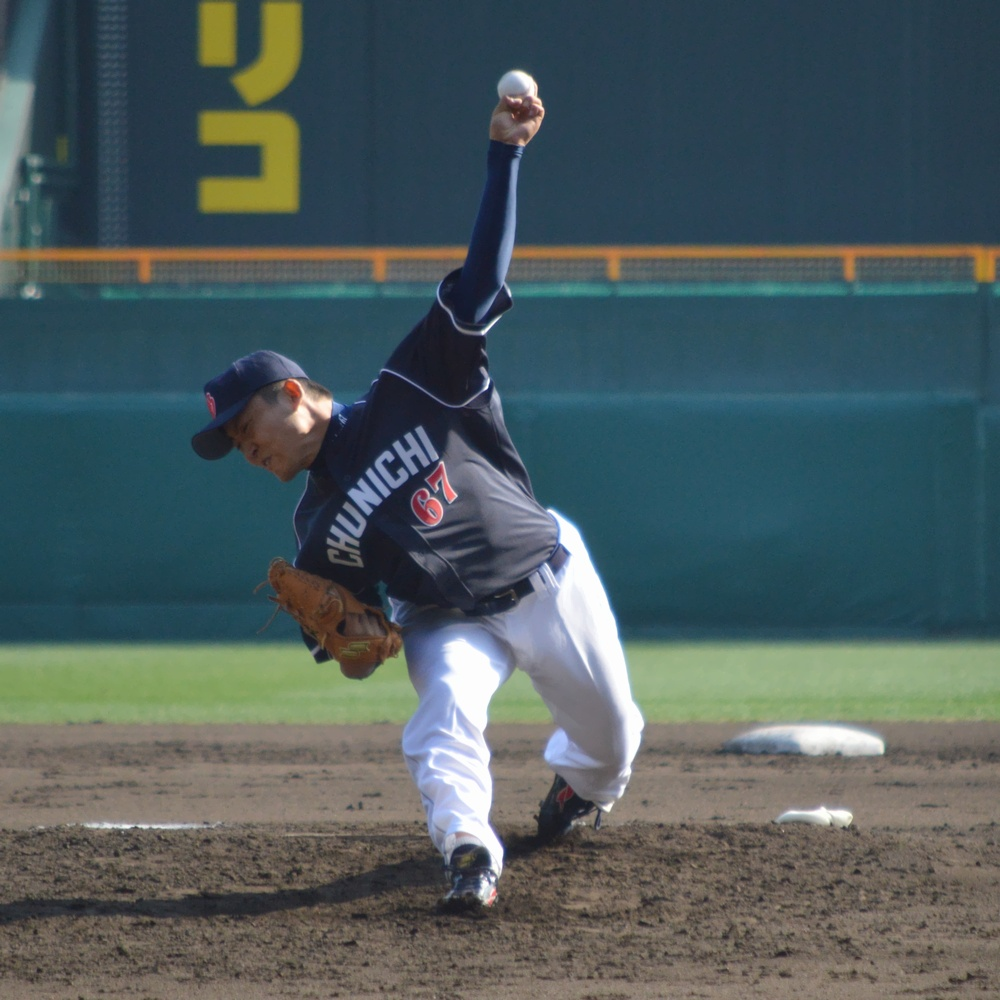
中日時代
（2013年3月6日、阪神甲子園球場）

2004年、監督に落合博満が就任すると開幕早々に一軍に抜擢される。4月13日に東京ドームで開催された対読売ジャイアンツ（巨人）戦で、8対8の同点で迎えた9回裏に清水隆行、小久保裕紀、高橋由伸を抑え延長10回もロベルト・ペタジーニ、タフィ・ローズ、林昌範の計6人を2奪三振を含む凡退に抑える活躍を見せ、堂々としたマウンド捌きで強心臓ぶりをアピールした。この時は地上波テレビ放送の全国中継が既に終了し、実家にいる家族は髙橋の勇姿が見られなくなり、ラジオでその後の投球内容を聴いていたという。その後は試合がもつれてきた後半の中継ぎ登板が多くなり、試合の最後までテレビ中継される衛星放送を急いで契約したとのこと。同年は中継ぎとして一軍で活躍。思いきりのいい投球で、西武との日本シリーズでも、第7戦に登板を果たした。
2005年には、一軍公式戦でチーム最多の61試合に登板。球団記録の31試合連続無失点を達成するなど、シーズン中盤までは好調を維持していたが、終盤に疲れの影響からか打ち込まれた。
2006年シーズンは序盤からなかなか波に乗れず、4度も登録抹消と一軍昇格を繰り返した。10月にチームはペナントレースを制したが、その胴上げに参加することなく来季に向けチームメイトの長峰昌司と共にドミニカ共和国のウィンターリーグへ旅立った。ドミニカでは小柄な左腕投手が剛速球を投げ込む姿が人気となり、「エレファンツで一番の火の玉投手 (el lanzallamas de los elefantes)」というあだ名を付けられた。球速160km/h近いと報道された速球を武器に奪三振を重ねたが、反面四球も多く、所属チームの監督からは「長峰はすぐにでもメジャーに通用するが、高橋は変化球のコントロールを覚える必要がある」とコメントされた。
2007年、コーチの森繁和からは中里篤史と共にセットアッパーを任せられると期待された。開幕は一軍で迎えるものの、5月に入って二軍に降格する。8月から一軍に復帰し、中継ぎとして起用された。8月16日の対阪神戦、8月17日の対横浜ベイスターズ戦で連夜の好リリーフをし、横浜戦で同年の初勝利を挙げた。首脳陣の信頼を勝ち取るかに見えたが、その後は制球の乱れから失点を重ねるケースが目立った。
2008年は、シーズン前半から好調を維持し岩瀬仁紀につなぐセットアッパーを浅尾拓也と共に任せられるようになり、また、夏には北京オリンピック野球日本代表の強化試合に故障した吉見一起の代理でセ・リーグ選抜メンバーに選ばれて1回を無安打1三振を奪う快投を見せた。また、8月12日の対広島東洋カープ戦で北京オリンピックで不在の岩瀬に代わり、抑えとして登板してプロ初セーブを挙げた。最終的にチーム最多の54試合に登板した。また、オフには2009 ワールド・ベースボール・クラシック日本代表の第一次候補にも選出されたが、調整面の不安を理由に辞退した。
2009年2月に4年間交際した女性と結婚した。4月25日の対巨人戦で通算200試合登板を達成した。中継ぎエースとして申し分のない成績を残した前年度から一転、開幕時から不振が続き、一軍と二軍を往復する苦しいシーズンとなった。それでも後半戦、復調し終盤の試合では河原純一と共に浅尾拓也の前につなぐセットアッパーを任せられるようになり、首脳陣の信頼を勝ち取った。成績も49試合登板して防御率3点台と中継ぎとしてはまずまずの成績を残した。また、9月18日にはプロ初安打を打った。
2010年には、プロ入り後初めて、開幕からフルシーズン一軍に帯同した。公式戦63試合登板、防御率1.61、31ホールドという成績で、左のセットアッパーの座を完全に確保するとともに、チームのセントラル・リーグ優勝に貢献した。シーズン終了後には、前年から3000万円増の推定年俸6500万円で契約を更改する一方で、左肩を痛めた。
2011年には、シーズン終盤までボールを投げられないほど、左肩痛に苦しめられた。10月14日の巨人戦（東京ドーム）で一軍に復帰したが、一軍公式戦への登板は2試合にとどまった。シーズン終了後の契約交渉では、球団から年俸1億円未満の選手に対する野球協約の年俸減額上限（25%）を適用することを提示された末に、推定年俸5,250万円で契約を更改している。
2012年には、前年からの左肩痛の影響で開幕に出遅れたが、6月23日の広島戦（富山アルペンスタジアム）5回表に救援で登板。高校時代を過ごした富山県内の球場での登板は、プロ入り後初めてであった。シーズン通算では、一軍公式戦11試合に投げたものの、防御率6.55という成績で終わった。
2013年には、シーズン序盤に出場選手登録を果たすも、故障ですぐに登録を抹消された。7月に再び登録されると、7月9日の阪神戦（沖縄セルラースタジアム那覇）でNPB史上16人目（セ・リーグ8人目）の公式戦1イニング4奪三振を達成するなど、一軍公式戦29試合の登板で2勝2敗5ホールド、防御率3.51という成績を残した。その一方で、10月には左小指伸筋腱の形成手術を受けた。シーズン終了後の契約交渉では、球団から2011年と同じく年俸減額上限の適用を提示された末に、「自分としては（シーズン中の投球内容に）達成感がない」として推定年俸3000万円で契約を更改している。
2014年には、5月26日付で国内フリーエージェント（FA）権を取得。この時点では、「（権利の行使について）今は何も考えていない」という慎重なコメントを残していた。一軍公式戦では、22試合の登板で0勝0敗6ホールド、防御率2.37でシーズンを終了。シーズン終了後には、国内FA権の行使を表明せず、現状維持の推定年俸3000万円で中日に残留した。
2015年には、4月2日の巨人戦（ナゴヤドーム）7回表2死満塁の局面から救援で登板。左打者・阿部慎之助との対戦を無失点で凌いだ直後にチームが勝ち越したため、一軍では自身2年振りの勝利投手になった。一軍公式戦では、35試合の登板で、3勝3敗6ホールド、防御率3.51という成績でシーズンを終えた。シーズン終了後に球団からの慰留要請がなかったことを背景に、11月9日に国内FA権の行使を表明。11月11日に、国内FA宣言選手としてNPBから公示された。阪神タイガースが獲得する意向を表明し、2015年11月14日の初交渉では、一軍監督の金本知憲が、突然の電話を通じて髙橋に入団を勧めるという一幕があった。一方の中日は、高橋を「ぜひとも残ってもらわないといけない戦力」と評価したうえで、残留交渉の際に複数年契約などの条件を提示したことが報じられていた。

### 阪神時代
2015年11月23日に、阪神が高橋の入団で合意に達したことを発表した。契約期間は3年で、期間中の推定年俸総額は1億5,000万円。12月1日の入団記者会見では、背番号41のユニフォーム姿を披露した。
2016年には、チームの左腕救援投手でただ1人、開幕からシーズン終盤まで一軍に帯同。54試合の登板で3勝1敗20ホールド、防御率3.76という成績を残した。また、この年にセ・リーグの本塁打王と打点王を獲得した筒香嘉智（横浜DeNAベイスターズ）を、通算で6打数無安打に抑えている。
2017年には、一軍公式戦61試合に登板。26ホールドポイント（6勝20ホールド）で黒星は付かず、防御率1.70、得点圏での被打率.087、筒香からの被打率.083（通算12打数1安打）という好成績で、チームのレギュラーシーズン2位と移籍後初のクライマックスシリーズ進出に貢献した。4月30日の対中日戦では、クローザーのラファエル・ドリスが肩の張りを理由に登板を見合わせたことから、急遽1点リードの9回表に登板し、一軍公式戦では自身2度目（3183日振り）のセーブを記録した。8月17日の対広島戦（いずれも甲子園）では、シーズン45試合目の登板によって、NPB史上98人目の一軍公式戦通算500試合登板を達成している。
2018年には、オープン戦4試合の登板で3本の本塁打を浴びるほどの不調にもかかわらず、公式戦の開幕から一軍に帯同した。開幕後も左肩のコンディション不良から調子が上がらなかったため、5月11日に出場選手登録を抹消されて以降は、一軍のマウンドから遠ざかった。一軍公式戦全体では2ホールドを記録したが、登板試合数は移籍後最少の15で、防御率も3.95にまで達した。シーズン終了後の契約交渉では、推定年俸5,500万円（前年から1,500万円減）という条件で契約を更改する一方で、左肩の状態に不安がないことを明かした。
2019年には、レギュラーシーズンの終盤まで一軍昇格の機会がなかった。ウエスタン・リーグの公式戦でも16試合の登板にとどまったことに加えて、自身と同じ左投手の岩崎優・島本浩也が一軍の救援陣へ定着したことを背景に、9月23日に現役引退を表明。9月30日に古巣・中日とのレギュラーシーズン最終戦（甲子園）で引退試合が行われ、7回表無死からシーズン唯一の一軍公式戦登板を果たすと、中日時代のチームメイトであった福田永将を三塁へのゴロに打ち取ったことで、18年間の現役生活に幕を下ろした。マウンドから降りる際には阪神ファンから「髙橋」コール、中日ファンからは「聡文」コールが起こり、大歓声が送られた。なお、12月2日付のNPB公示では、任意引退選手ではなく自由契約選手として扱われている。

### 現役引退後
2019年12月、地元・福井県高浜町に戻り、出身チーム「青郷クラブ」など小学生対象の野球教室を開催。福井新聞の取材に対し、「これまで応援してくれた地元のために恩返ししていきたい」と抱負を述べた。2020年4月21日から、阪神時代の2019年まで一軍のトレーナーを務めていた土屋明洋と共同で、「野球大学」（小・中学生が対象のオンライン野球教室）を開設。公式LINEへの登録者には、投球・打撃フォームを撮影した動画の投稿を条件に、動画の無料チェックを通じてフォームを指導している。
その一方で、2020年1月22日には、YouTube上に「ふみちゅーぶ」という公式アカウントを開設。YouTuberとしても活動している。
2023年4月、オンラインカジノ「Sportsbet.io」（スポーツベットアイオー）のスポーツアナリストに就任。同年は同サービスを通じて、NPB及びMLBについての感想や意見を発信していた。

## 選手としての特徴
プロの投手としては小柄ながら、柔軟性のある体を躍動させるダイナミックなフォームが特徴。一軍の公式戦には、中日時代から実働16年間で通算531試合に登板したが、すべて救援での起用であった。
真上から振り下ろすアーム式のオーバースローから平均球速145 km/h、最速153 km/hの速球が投球の7割を占めていた。
変化球はスライダー、フォークボール、まれに100 km/h台のスローカーブを投げる。絶好調時は面白いように三振を取るが、悪い時は四球を連発することが多い。好調がなかなか持続しないのが課題。中日時代の2009年にフォークボールの空振りによる奪三振が増えると、2010年にはフォークボールの精度が向上したことによって、投球がさらに安定した。また、毎年のように投球回数を上回るか、投球回数に近い数の三振を奪っていた。
太りやすい体質とのことで、体調管理などには人一倍気を付けていたという。

## 詳細情報

### 年度別投手成績
| 年 度      | 球 団      | 登 板 | 先 発 | 完 投 | 完 封 | 無 四 球 | 勝 利 | 敗 戦 | セ 丨 ブ | ホ 丨 ル ド | 勝 率 | 打 者 | 投 球 回 | 被 安 打 | 被 本 塁 打 | 与 四 球 | 敬 遠 | 与 死 球 | 奪 三 振 | 暴 投 | ボ 丨 ク | 失 点 | 自 責 点 | 防 御 率 | W H I P |
| ---------- | ---------- | ----- | ----- | ----- | ----- | -------- | ----- | ----- | -------- | ----------- | ----- | ----- | -------- | -------- | ----------- | -------- | ----- | -------- | -------- | ----- | -------- | ----- | -------- | -------- | ------- |
| 2004       | 中日       | 24    | 0     | 0     | 0     | 0        | 0     | 1     | 0        | --          | .000  | 91    | 22.0     | 17       | 2           | 12       | 2     | 0        | 21       | 0     | 0        | 7     | 7        | 2.86     | 1.32    |
| 2005       | 中日       | 61    | 0     | 0     | 0     | 0        | 2     | 1     | 0        | 13          | .667  | 214   | 44.1     | 55       | 4           | 20       | 1     | 5        | 56       | 3     | 0        | 27    | 23       | 4.67     | 1.69    |
| 2006       | 中日       | 26    | 0     | 0     | 0     | 0        | 1     | 3     | 0        | 8           | .250  | 70    | 14.0     | 19       | 2           | 9        | 2     | 1        | 10       | 1     | 0        | 17    | 16       | 10.29    | 2.00    |
| 2007       | 中日       | 25    | 0     | 0     | 0     | 0        | 1     | 0     | 0        | 4           | 1.000 | 124   | 27.2     | 29       | 4           | 10       | 2     | 3        | 27       | 1     | 0        | 14    | 13       | 4.23     | 1.41    |
| 2008       | 中日       | 54    | 0     | 0     | 0     | 0        | 2     | 1     | 1        | 15          | .667  | 222   | 54.0     | 47       | 4           | 10       | 2     | 4        | 48       | 0     | 0        | 16    | 14       | 2.33     | 1.06    |
| 2009       | 中日       | 49    | 0     | 0     | 0     | 0        | 2     | 2     | 0        | 10          | .500  | 201   | 49.2     | 38       | 6           | 14       | 2     | 2        | 53       | 3     | 0        | 17    | 17       | 3.08     | 1.05    |
| 2010       | 中日       | 63    | 0     | 0     | 0     | 0        | 4     | 1     | 0        | 31          | .800  | 250   | 61.1     | 44       | 3           | 24       | 0     | 2        | 62       | 2     | 0        | 15    | 11       | 1.61     | 1.11    |
| 2011       | 中日       | 2     | 0     | 0     | 0     | 0        | 0     | 0     | 0        | 1           | ----  | 6     | 2.0      | 0        | 0           | 0        | 0     | 0        | 2        | 0     | 0        | 0     | 0        | 0.00     | 0.00    |
| 2012       | 中日       | 11    | 0     | 0     | 0     | 0        | 0     | 0     | 0        | 0           | ----  | 49    | 11.0     | 11       | 2           | 6        | 0     | 2        | 7        | 0     | 0        | 8     | 8        | 6.55     | 1.55    |
| 2013       | 中日       | 29    | 0     | 0     | 0     | 0        | 2     | 2     | 0        | 5           | .500  | 112   | 25.2     | 24       | 2           | 11       | 1     | 1        | 29       | 3     | 0        | 13    | 10       | 3.51     | 1.40    |
| 2014       | 中日       | 22    | 0     | 0     | 0     | 0        | 0     | 0     | 0        | 6           | ----  | 81    | 19.0     | 17       | 0           | 7        | 0     | 0        | 19       | 3     | 0        | 5     | 5        | 2.37     | 1.26    |
| 2015       | 中日       | 35    | 0     | 0     | 0     | 0        | 3     | 3     | 0        | 6           | .500  | 109   | 25.2     | 27       | 1           | 2        | 0     | 1        | 26       | 2     | 0        | 13    | 10       | 3.51     | 1.13    |
| 2016       | 阪神       | 54    | 0     | 0     | 0     | 0        | 3     | 1     | 0        | 20          | .750  | 166   | 38.1     | 38       | 4           | 11       | 0     | 1        | 38       | 3     | 0        | 17    | 16       | 3.76     | 1.28    |
| 2017       | 阪神       | 61    | 0     | 0     | 0     | 0        | 6     | 0     | 1        | 20          | 1.000 | 184   | 47.2     | 29       | 1           | 14       | 0     | 1        | 51       | 2     | 0        | 9     | 9        | 1.70     | 0.90    |
| 2018       | 阪神       | 15    | 0     | 0     | 0     | 0        | 0     | 0     | 0        | 2           | ----  | 66    | 13.2     | 19       | 1           | 5        | 1     | 0        | 8        | 2     | 0        | 6     | 6        | 3.95     | 1.76    |
| 2019       | 阪神       | 1     | 0     | 0     | 0     | 0        | 0     | 0     | 0        | 0           | ----  | 1     | 0.1      | 0        | 0           | 0        | 0     | 0        | 0        | 0     | 0        | 0     | 0        | 0.00     | 0.00    |
| 通算：16年 | 通算：16年 | 532   | 0     | 0     | 0     | 0        | 26    | 15    | 2        | 141         | .634  | 1946  | 456.1    | 414      | 36          | 155      | 13    | 23       | 457      | 25    | 0        | 184   | 165      | 3.25     | 1.25    |

### 記録
投手記録
- 初登板：2004年4月13日、対読売ジャイアンツ4回戦（東京ドーム）、9回裏に3番手で救援登板、2回無失点
- 初奪三振：同上、10回裏にタフィ・ローズから空振り三振
- 初勝利：2005年4月12日、対広島東洋カープ1回戦（ナゴヤドーム）、7回表2死に2番手で救援登板、1/3回無失点
- 初ホールド：2005年5月18日、対北海道日本ハムファイターズ2回戦（札幌ドーム）、6回裏に2番手で救援登板、2/3回無失点
- 初セーブ：2008年8月12日、対広島東洋カープ16回戦（広島市民球場）、9回裏に2番手で救援登板・完了、1回無失点

打撃記録
- 初安打：2009年9月18日、対横浜ベイスターズ21回戦（ナゴヤドーム）、7回裏にスティーブン・ランドルフから左前安打

NPB節目の記録
- 500試合登板：2017年8月17日、対広島東洋カープ20回戦（京セラドーム大阪）、7回表に3番手で救援登板、1回無失点 ※史上98人目

その他の記録
- 1イニング4奪三振：2013年7月9日、対阪神タイガース8回戦（沖縄セルラースタジアム那覇）、5回裏に大和・鳥谷敬（振り逃げ）・新井貴浩・俊介から ※史上16人目

### 登場曲
- 「黄金魂」 - 湘南乃風 （2008年 - 2012年）
- 「Don't Hold Me Back feat.AK-69,"E"qual」 - DJ RYOW （2013年 - 2015年）
- 「眠り姫」 - SEKAI NO OWARI （2016年 - ）

### 背番号
- 67（2002年 - 2015年）
- 41（2016年 - 2019年）

### 登録名
- 高橋 聡文 (たかはし あきふみ、2002年 - 2009年)
- 髙橋 聡文 (たかはし あきふみ、2010年 - 2019年)